# 백은당
 백은당(白隱堂) 또는 백은정(白隱亭)은 경상북도 영주시 부석면 감곡1리 감실(鑑室)마을에 있는 조선 후기의 건물, 정자로 조선 숙종 때의 문인이자 학자, 시인인 이진만(李鎭萬)이 1700년경 무렵 건립한 서당이자 정자이다. 정자 근처에는 연못 정우지(淨友池)가 있다.
근처에는 이진만의 고조부 이여빈이 광해군 대에 폐모살제의 부당함을 상소하고 낙향하여 지은 인수정이 근처에 있다. 본래는 산 중턱에 있었으나 후대에 현재의 위치로 이건하였다 한다.

## 같이 보기
- 성리학
- 이진만
- 인수정
- 이여빈
- 공북헌
- 이수형
- 단계서원
- 도계서원
- 김담